# تل الجديدة
تل الجديدة أو خربة الجديدة هو تل يقع في فلسطين.
يبعد التل حوالي 9.7 كيلومتر جنوب شرق جـَتّ.